# Фотонейтронний сепаратор
Фотонейтронний сепаратор (рос. фотонейтронный сепаратор, англ. photoneutron separator, нім. Fotoneutronscheider m) — радіометричний сепаратор, в якому вихідний матеріал розділяється на компоненти за їх наведеним нейтронним випромінюванням.
Принцип дії фотонейтронного сепаратора оснований на вимірюванні щільності потоку нейтронів, що утворюються при ядерному фотоефекті (або фотоядерній реакції). Фотонейтронний метод може бути застосований для погрудкового збагачення (сортування) берилієвих, марганцевих, мідних, мідно-цинкових, мідно-нікелевих, молібденових, олов'яних, вольфрамових і інших руд.
Зокрема, фотонейтронна сепарація — ефективний і дешевий метод попереднього збагачення грудкових класів берилієвих руд.